# Synodites virginiensis
Synodites virginiensis är en stekelart som först beskrevs av William Harris Ashmead 1890.  Synodites virginiensis ingår i släktet Synodites och familjen brokparasitsteklar. Inga underarter finns listade i Catalogue of Life.